# Mistrzostwa Świata w Łucznictwie 2005
43. Mistrzostwa Świata w Łucznictwie odbyły się między 20 a 26 czerwca 2005 w Madrycie w Hiszpanii. Organizatorem była Międzynarodowa Federacja Łucznicza. 
Polacy w składzie Piotr Piątek, Jacek Proć, Grzegorz Śliwka wywalczyli brąz w drużynie, w strzelaniu z łuku klasycznego. To ostatni medal Polaków wywalczony na mistrzostwach świata.

## Medaliści

### Strzelanie z łuku klasycznego
| Konkurencja            | Złoto                                                            | Srebro                                                           | Brąz                                                                      |
| Indywidualnie kobiet   | Lee Sung-jin                                                     | Lee Tuk-young                                                    | Park Sung-hyun                                                            |
| Indywidualnie mężczyzn | Chung Jae-hun                                                    | Ryuichi Moriya                                                   | Choi Won-jong                                                             |
| Drużynowo kobiet       | Korea Południowa · Lee Tuk-young · Park Sung-hyun · Yun Mi-jin   | Ukraina · Tetiana Bereżna · Natalija Burdejna · Kateryna Palecha | Rosja · Margarita Galinowskaja · Elena Graczewa · Jekatierina Charchanowa |
| Drużynowo mężczyzn     | Korea Południowa · Park Kyung-mo · Chung Jae-hun · Choi Won-jong | Indie · Tarundeep Rai · Gautam Singh · Jayanta Talukdar          | Polska · Piotr Piątek · Jacek Proć · Grzegorz Śliwka                      |

### Strzelanie z łuku bloczkowego
| Konkurencja            | Złoto                                                                | Srebro                                                                    | Brąz                                                        |
| Indywidualnie kobiet   | Sofia Gonczarowa                                                     | Arminda Bastos                                                            | Swietłana Kondraszenko                                      |
| Indywidualnie mężczyzn | Morgan Lundin                                                        | Morten Bøe                                                                | Dejan Sitar                                                 |
| Drużynowo kobiet       | Francja · Anne-Marie Bloch · Valerie Fabre · Cecile Jousselin        | Stany Zjednoczone · Mary Zorn · Erika Anschutz · Jamie van Natta          | Dania · Camilla Sømod · Louise Hauge · Rikke Marslev        |
| Drużynowo mężczyzn     | Stany Zjednoczone · Dave Cousins · Braden Gellenthien · Kevin Polish | Norwegia · Morten Bøe · Odd Martin Mørk · Thomas Stenvoll · Terje Roestad | Australia · Patrick Coghlan · Clint Freeman · Dennis Carson |

## Klasyfikacja medalowa
| Lp. | Państwo           | Złoto | Srebro | Brąz | Razem |
| 1.  | Korea Południowa  | 4     | 1      | 2    | 7     |
| 2.  | Stany Zjednoczone | 1     | 1      | 0    | 2     |
| 3.  | Rosja             | 1     | 0      | 2    | 3     |
| 4.  | Francja           | 1     | 0      | 0    | 1     |
| 4.  | Szwecja           | 1     | 0      | 0    | 1     |
| 6.  | Norwegia          | 0     | 2      | 0    | 2     |
| 7.  | Indie             | 0     | 1      | 0    | 1     |
| 7.  | Japonia           | 0     | 1      | 0    | 1     |
| 7.  | Meksyk            | 0     | 1      | 0    | 1     |
| 7.  | Ukraina           | 0     | 1      | 0    | 1     |
| 11. | Australia         | 0     | 0      | 1    | 1     |
| 11. | Dania             | 0     | 0      | 1    | 1     |
| 11. | Polska            | 0     | 0      | 1    | 1     |
| 11. | Słowenia          | 0     | 0      | 1    | 1     |